# Вулиця Весела (Черкаси)
Ву́лиця Весе́ла — вулиця в Черкасах.

## Розташування
Починається від вулиці Василя Стуса і простягається на схід, закінчується тупиком у провулку Дачному.

## Опис
Вулиця вузька, не асфальтована. Має багато відгалужень-тупиків.

## Походження назви
Вулиця утворена 1930 року.

## Будівлі
По вулиці розташовані лише приватні будинки.